# Дивний Томас
Дивний Томас (англ. Odd Thomas) — американський містичний трилер 2013 року, знятий за одноіменним романом Діна Кунца 2003 року. Режисером, сценаристом і співпродюсером фільму є Стівен Соммерс.

## Сюжет
Молодий хлопець Одд «Дивний» Томас, який працює кухарем в одному з місцевих закладів, має унікальний дар — він може бачити примар, і вони про це знають, тому звертаються до героя по допомогу. Але Одд може бачити не тільки привидів, а й бодичів, поява яких віщує трагедію. Одного разу містична інтуіція Одда змушуює його зосередитися на дивній людині, яку він називає «Грибок Боб» через його густе зелене волосся. Одд розуміє, що Боб планує вчинити насильство, і повідомляє про свою підозру детективу Портеру, який призначає двох заступників стежити за «Грибком Бобом», не здогадуючись, що вони мають безпосередній стосунок до підозрюваного.

## У ролях
| Актор           | Роль                      |
| --------------- | ------------------------- |
| Антон Єльчін    | Одд «Дивний» Томас        |
| Віллем Дефо     | детектив Ваятт Портер     |
| Еддісон Тімлін  | Бронвін «Стормі» Ллевелін |
| Гугу Мбата-Роу  | Віола Пібоді              |
| Шулер Генслі    | «Грибок Боб»              |
| Леонор Варела   | мама Одда                 |
| Мелісса Ордвей  | Лізетт, білявка-привид    |
| Ніко Торторелла | офіцер Саймон Варнер      |
| Кайл Макківер   | офіцер Берн Еклс          |
| Арнольд Вослу   | Том Джедд                 |

## Критика
Фільм отримав змішані відгуки. На Rotten Tomatoes фільм отримав оцінку 38% на основі 48 відгуків від критиків і 65% від більш ніж 10 000 глядачів.